# 沃尔沃航空公司
沃尔沃航空公司（Volvo Aero）是瑞典一家飞机和火箭发动机制造商，总部位于特罗尔海坦。2012年，沃尔沃航空被英國GKN收购，成为GKN航太发动机系统公司。

## 历史

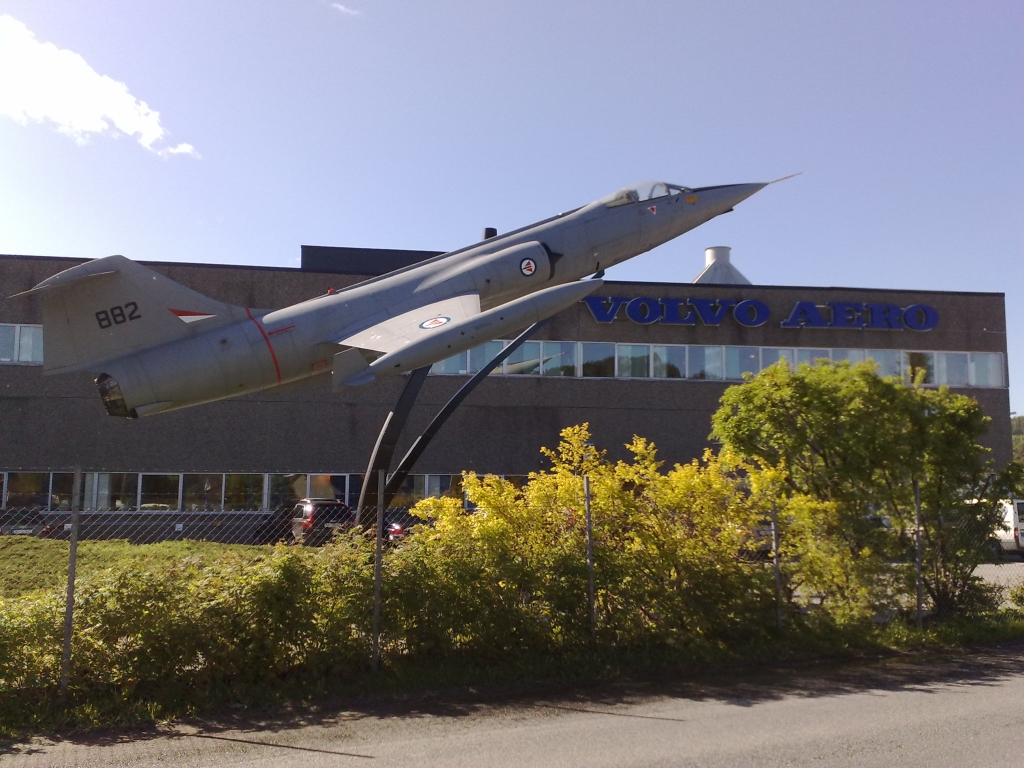
在公司外展示的F-104

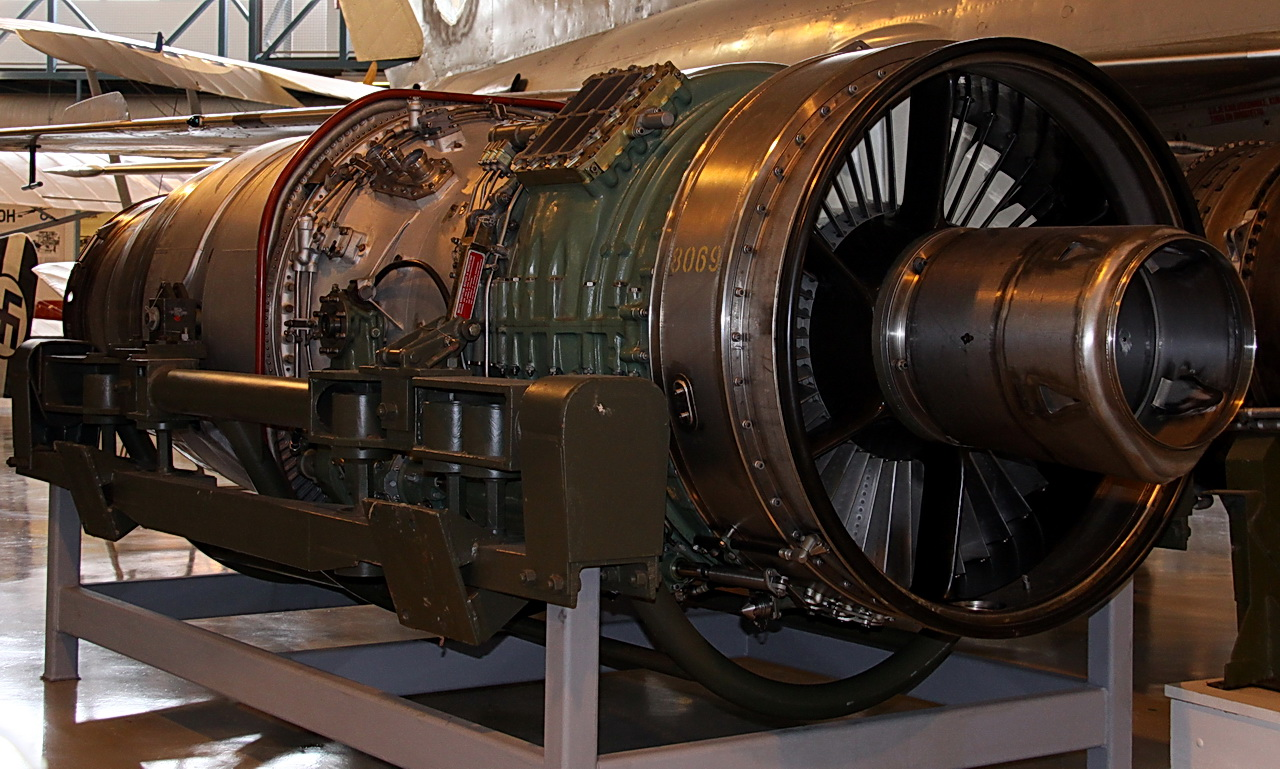
RM6B发动机

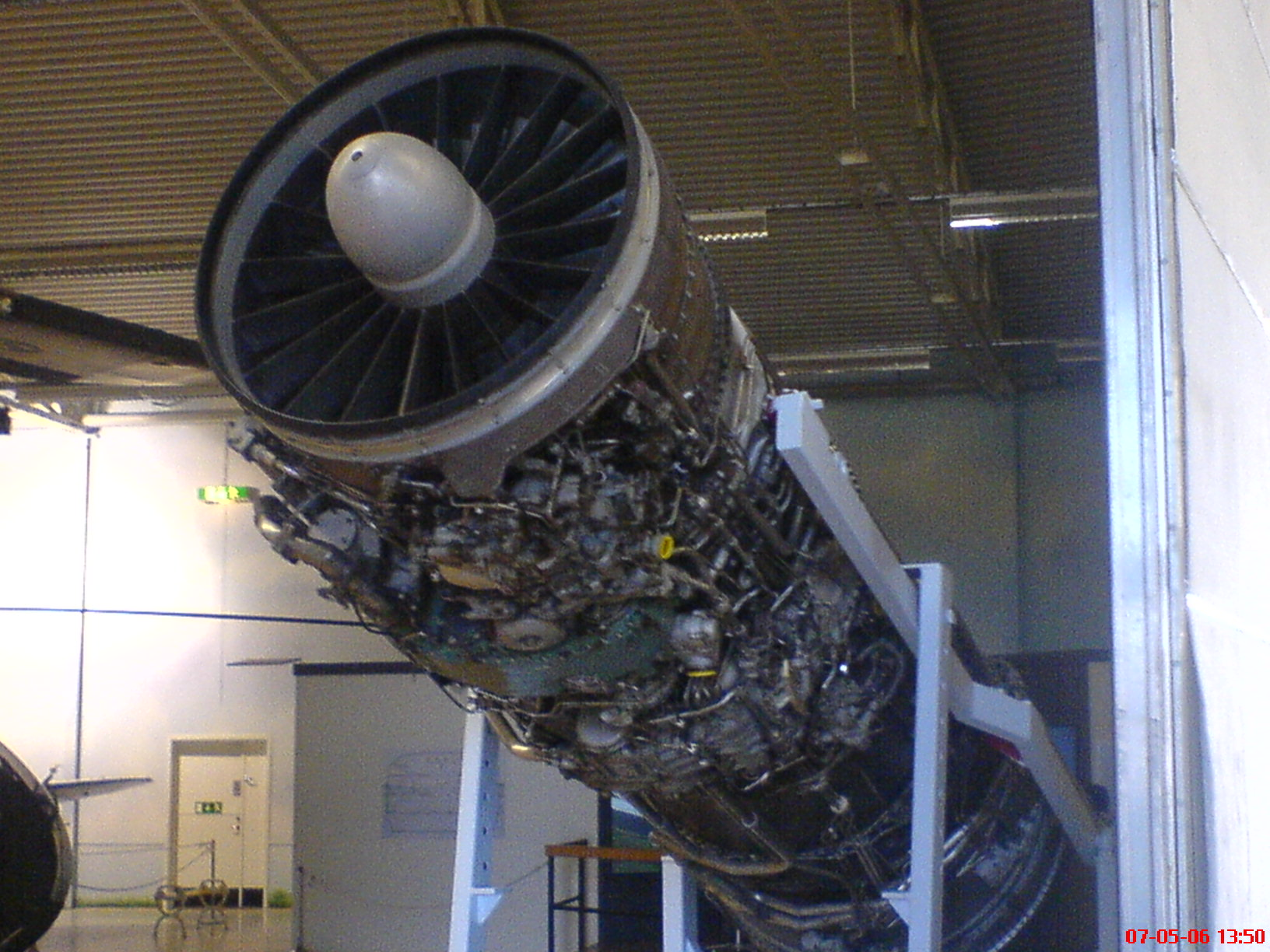
RM8B发动机

1930年，作为诺哈布公司的子公司，诺哈布航空发动机厂在特罗尔海坦建立，主要为瑞典航空生产飞机发动机。1937年，成为新成立的萨博一部分。1941年，沃尔沃收购诺哈布航空发动机厂的大部分股份并更名为瑞典航空发动机公司，随后又更名为沃尔沃航空发动机公司。
自1950年代起，公司成为瑞典空军的主要发动机供应商。
如今，沃尔沃航空参与了超过10个商业发动机项目，为超过90%的大型商业发动机提供零部件。
2012年7月6日，沃尔沃航空以69亿瑞典克朗被英国GKN收购。